# Cultuurnota
De cultuurnota is een beleidsinstrument van de nationale, provinciale en regionale overheid in Nederland, waarmee sturing wordt gegeven aan het kunst- en cultuuraanbod in stad en land en in de diverse media. Naast een landelijke generale cultuurnota ontwikkelt elke Nederlandse gemeente een plaatselijke cultuurnota of cultuurplan, en de provincies evenzo. Met dergelijke cultuurnota's wenst men een culturele basisinfrastructuur (BIS) in stand te houden op diverse niveaus en vlakken.

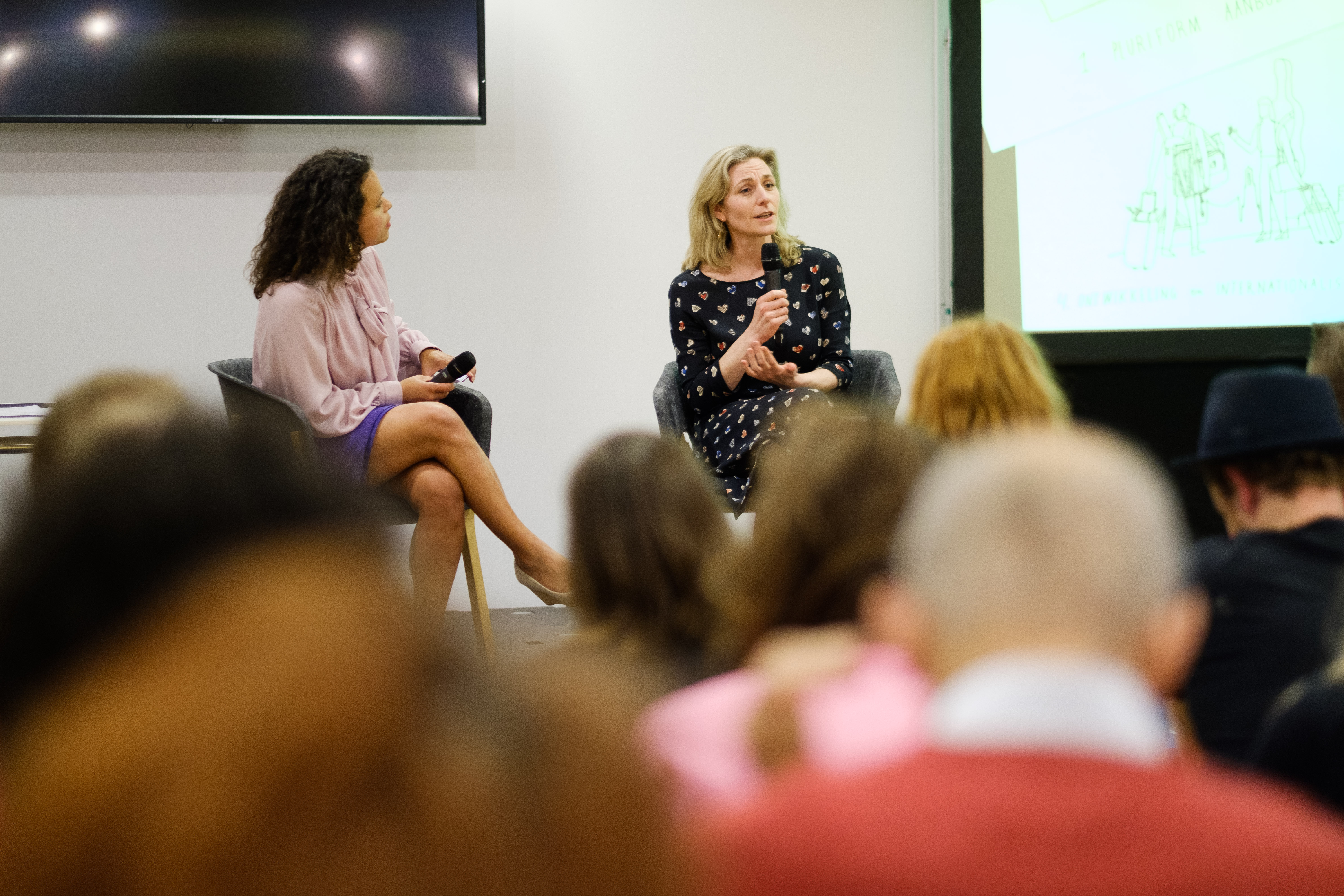
Meedenksessie Cultuurnota Utrecht 2021-2024.

In de jaren 1950 heeft de cultuurnota als beleidsinstrument zijn intrede gedaan in de landelijke politiek, in de gemeentelijke politiek  en in het provinciaal bestuur.
De cultuurnota is een belangrijk middel in de opzet van het cultuurbeleid. Hierbij is de creatieve sector in een zestiental sectoren verdeeld. Per sector wordt het cultuuraanbod van de diverse instellingen en belangen van cultuuraanbieders en cultuurafnemers geïnventariseerd. De landelijke cultuurnota verschijnt eens in de vier jaar, en overspant eenzelfde periode.
Aan de totstandkoming van de cultuurnota op landelijk niveau werken instanties mee als de Raad voor Cultuur in samenwerking met andere organisaties. Het is uiteindelijk de minister van culturele zaken, die voorstellen over de daadwerkelijke inzet van subsidiegelden voorlegt aan de Tweede kamer en dit al dan niet goedkeurt. De overheid betracht de burgers actief te betrekken bij de totstandkoming van de cultuurnota. Hiertoe worden bijvoorbeeld op gemeentelijk niveau meedenksessies gehouden in de vorm van forumdiscussies [zie afbeelding].

## Nota 2013
De landelijke cultuurnota uit 2013, onder staatssecretaris Halbe Zijlstra, werd gekenmerkt door bezuinigingen op de basisinfrastructuur met sluitingen/inkrimpingen van de Nederlandse productiehuizen.

## Nota 2017-2020
De Culturele Basisinfrastructuur 2017 – 2020 kenmerkt zich ten opzichte van de vorige periode door zijn continuïteit. De minister had aangegeven om na tijden van bezuinigingen nu rust en stabiliteit te prefereren. Na een motie in de Tweede Kamer is in de regeling meer ruimte gemaakt voor een aantal festivals in de BIS.

## Publicaties, een willekeurige selectie
- Creatieve lijnen: uitgangspuntennotitie Cultuurnota 2017-2020, Gemeente Utrecht 2015.
- Cultuurnota 1976-1977: Deelnota beeldende kunsten, 1979.
- Cultuurnota 1976-1978, 1976.
- Cultuurnota Wassenaar, Kulturele kern Wassenaar,  1973.
- Uitvoeringsprogramma Cultuur Overijssel 2017-2020: bij cultuurnota 'Cultuur in de schijnwerpers, verbinden, versterken en vernieuwen'. Provincie Overijssel, 2016.
- Stad met verbeelding: cultuurnota 2009-2012 Gemeente Almere, M. van Tienhoven, 2008.